# Poliolimnas cinereus
La schiribilla dai sopraccigli o schiribilla cenerina (Poliolimnas cinereus (Vieillot, 1819)), unica specie del genere Poliolimnas Sharpe, 1893, è un uccello della famiglia dei Rallidi originario della regione compresa tra la penisola malese, le Filippine e l'Australia settentrionale.

## Descrizione
La schiribilla cenerina è un rallide di piccole dimensioni, con zampe e dita relativamente lunghe, che misura 17-21,5 cm di lunghezza e ha un'apertura alare di circa 27 cm. Poco dopo la muta, la fronte e la sommità del capo sono di colore grigio, ma con il passare del tempo divengono nere; la parte posteriore del collo è grigio-oliva; le regioni superiori e le ali sono di colore marrone-nerastro con striature grigio-oliva e marrone-camoscio, meno pronunciate tra la groppa e la coda. La colorazione della faccia è caratteristica: una larga striscia diagonale di colore nerastro si estende dalla base del becco, attraverso l'occhio, fino alla sommità posteriore del capo; tale striscia è bordata da un'altra striscia bianca di forma triangolare compresa tra la base del ramo superiore del becco e la zona sopra all'occhio; un'altra striscia più piccola, sotto all'occhio, va dal becco fino alla regione auricolare. Il resto dei lati della testa, il collo e i lati di petto e addome sono di colore grigio, mentre mento, gola e centro di petto e addome sono bianchi. La colorazione dei fianchi varia dal grigio-oliva al marrone scuro, e talvolta assume una tinta rossiccia; il sottocoda è color cannella-camoscio o marroncino. In volo è evidente il margine bianco delle ali. L'iride e l'anello perioculare sono rossi; il becco è di colore variabile dal giallo-oliva al marrone-arancio, con una macchia rossa alla base del ramo superiore; le zampe e i piedi variano dal verde chiaro al grigio-oliva. I sessi sono simili.

## Biologia
La schiribilla cenerina è attiva durante tutto il giorno, soprattutto di prima mattina, in serata e quando il cielo è coperto. È una specie molto vocale e, sebbene non sia così timida come altri suoi simili, è più facile udire il suo richiamo che avvistarla. Ha l'abitudine di spostarsi sulla vegetazione galleggiante, un po' come le jacane, e se si sente minacciata si getta in acqua per andarsi a rifugiare tra la vegetazione ripariale. Talvolta è stata vista appollaiata su mucchi di vegetazione galleggiante in compagnia di schiribille grigiate e ralli delle Filippine.
Si nutre di lombrichi, sanguisughe, Gasteropodi, limacce, insetti (ad esempio Coleotteri) e loro larve, ragni acquatici, uova di rana e piccoli pesci, ma anche di semi e foglie di piante acquatiche. Si aggira in cerca di cibo tra la vegetazione galleggiante e talvolta cattura le prede nuotando.
La stagione della nidificazione varia a seconda dell'areale. Le uova, in numero di 3-7 (generalmente 4), sono di colore crema o bianche e sono ricoperte da macchioline marroni. L'incubazione, portata avanti da entrambi i genitori, si protrae per circa 18 giorni.

## Distribuzione e habitat
La schiribilla cenerina occupa un areale vastissimo. È presente nelle regioni centrali e meridionali della Thailandia, nella Malesia peninsulare (comprese Singapore e Penang), in Cambogia, a Borneo, Sumatra, Giava (comprese le isole Kangean) e Bali, nelle Filippine (Basilan, Batan, Bohol, Bongao, Calayan, Catanduanes, Cebu, Dinagat, Guimaras, Leyte, Luzon, Marinduque, Mindanao, Mindoro, Negros, Palawan, Panay, Sanga Sanga, Sibutu, Sibuyan, Simunul, Siquijor, Tawitawi, Ticao), a Sulawesi, comprese le isole Talaud, Tanahjampea e le isole Sula (Taliabu e Mangola), su varie isole delle Molucche, come Ambon, Bacan, Buru, Halmahera, le isole Kai (Kai Kecil) e Ceram, nelle Piccole Isole della Sonda (Flores, Lombok, Roti, Sumba, Sumbawa, Timor e Wetar), in Nuova Guinea (in tutte le zone pianeggianti e in alcune aree montuose), a Misool, nell'Australia settentrionale, dalle regioni nord-orientali dell'Australia Occidentale (Kimberley) fino a Townsville nel Queensland sud-orientale, nell'arcipelago di Bismarck (Umboi, Nuova Britannia, Nuova Irlanda, isole del Duca di York, Nuova Hannover, Emira, Mussau e isole Lihir), nell'arcipelago di D'Entrecasteaux (Fergusson), a Bougainville e Buka, nelle isole Salomone, nelle isole Marianne (Guam, dalla quale è scomparsa recentemente), nell'arcipelago di Palau (Koror, Babelthuap, Peleliu), nelle isole Caroline (Yap, Ulithi, Truk, Pohnpei), nelle isole Marshall (Bikini), in Nuova Caledonia, nelle Vanuatu (Erromango, Tanna, Gaua), nelle isole Figi (Viti Levu, Vanua Levu, Taveuni, Kandavu, Gau, Ovalau) e nelle isole Samoa (Savai'i, Upolu); in passato era presente anche su Iwo Jima, una delle isole Ogasawara (Giappone).
Predilige le paludi costiere, ma anche quelle dell'entroterra, sia di acqua dolce che salmastra, generalmente ove sia presente abbondante vegetazione galleggiante (come le ninfee); tali paludi possono essere sia permanenti che temporanee. Vive anche in praterie umide, torrenti, fiumi, stagni, campi allagati, laghi, bacini artificiali e fossati. La vegetazione degli ambienti in cui vive è costituita da carici (ad esempio Eleocharis sp.), canne, tife e mangrovie. Occupa soprattutto le pianure, ma in Nuova Guinea si spinge fino a 1350 m di quota.